# Jeff Coffin
Jeff Coffin est un saxophoniste de jazz né le 5 août 1965. Il est membre du groupe Béla Fleck and the Flecktones de 1997 à 2010 et membre du Dave Matthews Band.